# Henri Laville
Henri Laville, né le 13 décembre 1915 à Corbigny dans la Nièvre et mort le 30 novembre 1958 à Yzeure (Allier), est un écrivain français, qui fut aussi instituteur et journaliste.

## Biographie
Henri Laville,, passe sa petite enfance et une partie de son enfance (de 1915 à 1923) chez ses grands-parents paternels à Commentry, car sa mère, Marie-Aline Philipponnet, est de santé fragile ; il y fréquente l’école du vieux bourg.
De 1923 à 1928, il vit chez ses parents à Cosne-d'Allier où son père travaille désormais aux Chemins de fer économiques ; il fréquente l’école communale. De 1928 à 1931, il retourne chez ses grands parents à Commentry pour suivre l’enseignement du cours complémentaire.
Il est élève-maître à l’école normale de Moulins de 1931 à 1934 ; c'est là qu'il rencontre Jean-Charles Varennes et que se nouent avec lui les liens d'une amitié profonde et durable. Cette période est marquée par le décès de sa mère en 1932, l’installation de son père à Moulins la même année et le remariage de son père en 1933.
À partir de 1934, l’instituteur Henri Laville tente de devenir professeur de lettres ; mais il échoue au concours de 4e année de l’école normale. En 1937, il devient surveillant à l’Orphelinat départemental de Vitry-sur-Seine et suit en parallèle les cours de la Sorbonne pour devenir professeur de lettres ; il échoue.
En 1939, il prend ses fonctions d’instituteur et de directeur de l’école de Beaulon (Allier). À l’exception de la période de 1944 à 1946, au cours de laquelle il collabore au journal Valmy (Moulins) et participe à la fondation et à la direction des éditions du Beffroi (Moulins), il sera ensuite instituteur jusqu’à la fin de sa vie, à Saint-Yorre, Saint-Pourçain-sur-Sioule et Yzeure.
Il se marie en 1944 et il a 2 filles.
Il publie son premier roman, Petite Frontière, en 1944 chez Julliard et le second, Cet âge est sans pitié en 1948, également chez Julliard. Il écrit ensuite L'Hôtel des Quatre-Vents, roman qui porte sur la période de l’Occupation, mais ne parvient pas à le faire publier. Laville profite dùn séjour à la Casa de Velázquez à Madrid de 1950 à 1951 pour parfaire sa formation. 
En 1956, son état de santé se détériore et il décède le 30 novembre 1958 à Yzeure, où il est inhumé.

## Engagements
Laville collabore au journal Valmy (quotidien moulinois issu des journaux de la résistance) dès sa création en septembre 1944 et jusqu’en 1946 ; il y signe de nombreux articles rendant hommage aux résistants, décrivant les souffrances endurées pendant l’occupation ou relatifs aux difficultés des premiers temps de la Libération.
Il s’investit en 1945 dans la nouvelle maison d’édition du Beffroy (éphémère maison d’édition de Moulins), pour laquelle il nourrissait de grandes ambitions éditoriales (il en était le directeur littéraire), mais qui s’avère rapidement un échec.
Il est secrétaire adjoint de l’association internationale des amis de Charles-Louis Philippe de 1946 à la fin de sa vie et participe à la vie littéraire bourbonnaise, publiant régulièrement des articles dans les revues de la région. Il fait publier en particulier un article intitulé « Émile Guillaumin ou la vie d’un sage » dans la revue La Gerbaude (3e trimestre 1950).

## Œuvres
- Petite Frontière, Paris, Julliard, Sequana, avril 1944 et janvier 1946. Ce roman, largement autobiographique, relate l’enfance et l’adolescence dans l’Allier (à Commentry, Cosne-d'Allier et Moulins notamment) du « petit Jacques » et ses émerveillements, comme ses questionnements et ses révoltes ou ses émotions. Plusieurs extraits ont été choisis « par deux maîtres dans l'art d'enseigner... (pour faire découvrir) aux élèves de nos écoles... le monde enchanté d'une province recréée plus riche et plus belle par le regard de ses écrivains » (préface d'Ed. Barbe, Inspecteur d'Académie de l'Allier[9]).
- Cet âge est sans pitié, Paris, Julliard, Sequana, 1948 (rééd., Pré-Textes, 2018). les histoires d’amour et d’amitié de Sendral et de ses collègues « pions » ont pour cadre un orphelinat de la région parisienne ; ce roman a été inspiré à Laville par sa propre expérience à l’Orphelinat départemental de Vitry-sur-Seine. Il a été bien accueilli par la critique parisienne, notamment dans Les Nouvelles littéraires sous la plume d’André Bourin (8 juillet 1948[10]) et de Robert Kemp (30 septembre 1948[11]) et par la critique locale, notamment par Émile Guillaumin (Le Journal du Centre, août 1948[12]) et J. Georges-Julien (Le Centre Républicain, juin 1948[13]). Gaston Depresle[14] en fait l’éloge en 1955 dans le numéro 5 de sa revue Les Lectures bourbonnaises, qu’il consacre à Henri Laville[15].
- L'Hôtel des Quatre-Vents, inédit à ce jour, décrit la période de l’occupation pendant la Seconde Guerre mondiale telle qu’elle a pu être vécue dans la région de Vichy. Quelques extraits ont été publiés par l'association Mémoire du Pays cosnois[16].